# Appat
Appat (zastarale Ritenbenk nebo Ritenbenck) je zaniklá osada na ostrůvku Appat u většího ostrova Alluttoq v kraji Avannaata v severozápadním Grónsku. Ostrov se nachází v zálivu Disko.

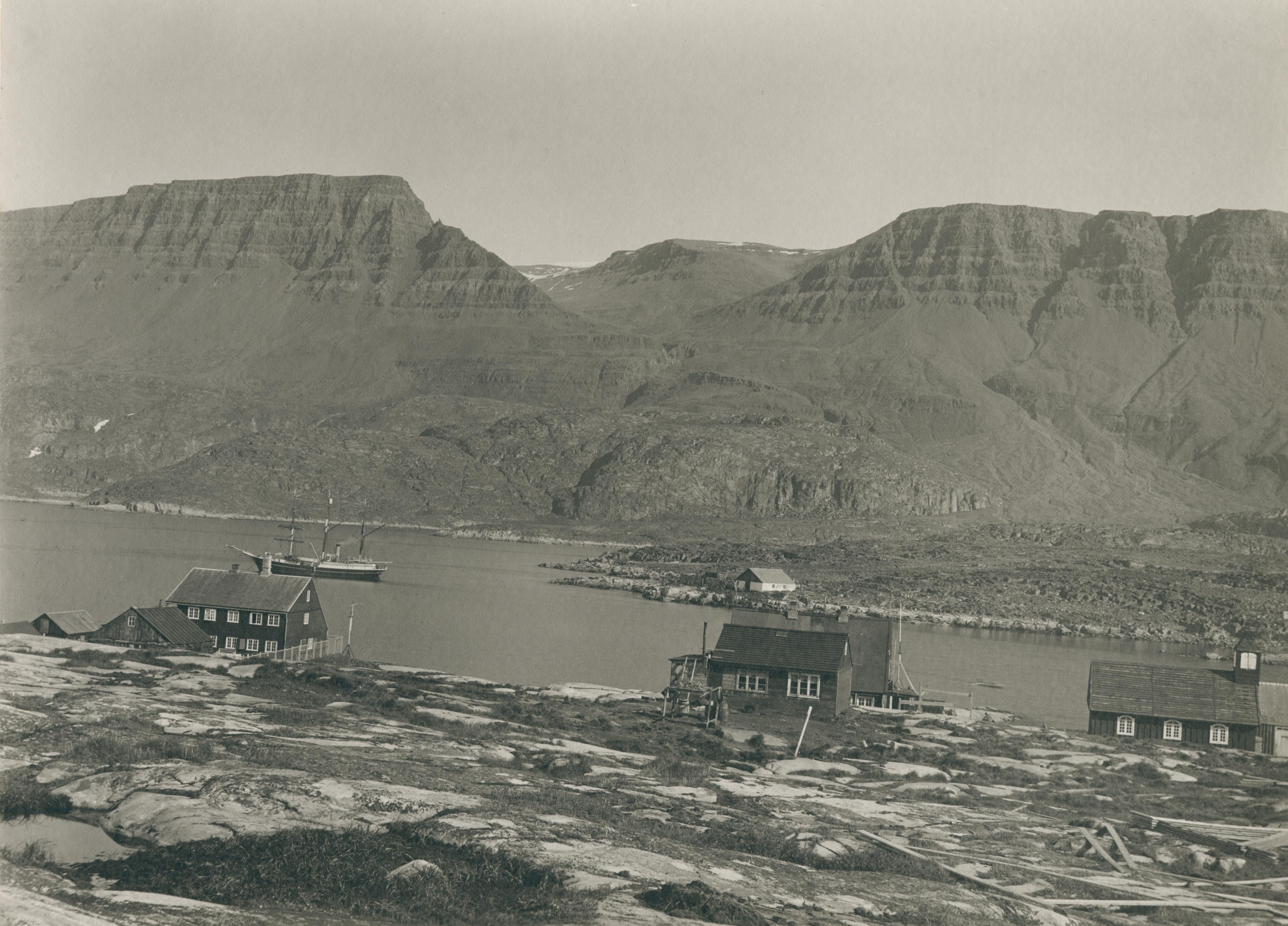
Fotografie pořízená mezi roky 1889 a 1909. Na fotografii je osada Appat, fotografovaná ze severní (zemské) strany.

Appat byl založen v roce 1755 společností General Trade Company. Původní název Ritenbenck vznikl ze příjmení tehdejšího předsedy General Trade Company Christiana Augusta Berckentina (1694–1758) (název vznikl přeskupením písmen ve jméně Berckentin – 6, 7, 1, 9, 10, 4, 5, 3, 2, 8).